# تریک-تریک
تریک-تریک (انگلیسی: Trick-Trick؛ زاده ۹ نوامبر ۱۹۷۳) یک موسیقی‌دان هیپ هاپ اهل آمریکا است. او در گروه موسیقی گون اسکواد است.

## گزیده آثار
- به دیترویت خوش آمدید